# Pjotr Andrejevics Belov
Pjotr Andrejevics Belov, oroszul: Пётр Андреевич Белов (Szentpétervár, 1909. június 12. – Leningrád, 1985. május 7.) szovjet nemzetközi labdarúgó-játékvezető.

## Pályafutása

### Nemzeti játékvezetés
A játékvezetői vizsgát 1930-ban tette le. Nemzeti labdarúgó-szövetségének játékvezető bizottsága minősítése alapján 1941-ben lett az Major League. Küldési gyakorlat szerint rendszeres partbírói szolgálatot végzett. A nemzeti játékvezetéstől 1965-ben vonult vissza. Első ligás mérkőzéseinek száma: 203. A szovjet-orosz mérkőzésvezetői örök ranglistán (2009 bajnoki év végével) a 8. helyen áll.

### Nemzetközi játékvezetés
Az Szovjet Labdarúgó-szövetség Játékvezető Bizottsága (JB) terjesztette fel nemzetközi játékvezetőnek, a Nemzetközi Labdarúgó-szövetség (FIFA) 1952-től tartotta nyilván bírói keretében. Több nemzetek közötti válogatott és klubmérkőzést vezetett, vagy működő társának partbíróként segített. Az orosz nemzetközi játékvezetők rangsorában, a világbajnokság-Európa-bajnokság sorrendjében többedmagával a 25. helyet foglalja el 1 találkozó szolgálatával. Az aktív nemzetközi játékvezetéstől 1963-ban búcsúzott. Válogatott mérkőzéseinek száma: 3

#### Labdarúgó-Európa-bajnokság
Az európai-labdarúgó torna döntőjéhez vezető úton Spanyolországba az II., az 1964-es labdarúgó-Európa-bajnokságra az UEFA JB játékvezetőként foglalkoztatta. Ünnepi hangulatban kezdődött a mérkőzés, amelyen megjelent Jurij Alekszejevics Gagarin és Valentyina Vlagyimirovna Tyereskova, a világ első női űrhajósa végezte el a kezdőrúgást.

##### 1964-es labdarúgó-Európa-bajnokság

###### Selejtező mérkőzés
| Időpont           | Helyszín                        | Mérkőzés típusa    | Mérkőzés         | Eredmény | Nézők száma |
| ----------------- | ------------------------------- | ------------------ | ---------------- | -------- | ----------- |
| 1963. október 19. | Walter Ulbricht Stadion, Berlin | egyik nyolcaddöntő | NDK–Magyarország | 1 : 2    | 33 400      |

## A magyar labdarúgó-válogatott mérkőzései (1902–1929)
| Időpont         | Helyszín                | Mérkőzés típusa                   | Mérkőzés                 | Eredmény | Nézők száma |
| --------------- | ----------------------- | --------------------------------- | ------------------------ | -------- | ----------- |
| 1952. május 27. | Dinamó Stadion, Moszkva | nem hivatalos válogatott mérkőzés | Szovjetunió–Magyarország | 2 : 1    | 80 000      |

## Sikerei, díjai
A Szovjetunióban elismerésül, a 100 első osztályú bajnoki mérkőzés vezetését követően arany jelvényt kaptak a játékvezetők. 1948–1964 között hat alkalommal az Év Játékvezetője címet érdemelte ki.

## Külső hivatkozások
- Pjotr Andrejevics Belov. World Referee. [2012. október 11-i dátummal az eredetiből archiválva]. (Hozzáférés: 2013. február 14.)
- Pjotr Andrejevics Belov. footballzz.com. (Hozzáférés: 2013. február 14.)
- Pjotr Andrejevics Belov. eu-football.info. (Hozzáférés: 2013. február 14.)
- Pjotr Andrejevics Belov. yandex.ru. (Hozzáférés: 2013. február 14.)[halott link]
- Pjotr Andrejevics Belov. referee.ru. [2014. október 23-i dátummal az eredetiből archiválva]. (Hozzáférés: 2015. október 2.)

| Elődje: Valentyin Valentyinovics Ivanov (199) | Nemzeti mérkőzéseinek száma 1941–1965 (203) | Utódja: Ivan Ivanovics Lukjanov (204) |